# Ministério da Educação (Peru)
O Ministério da Educação é o setor do Poder Executivo encarregado da educação na República do Peru. O atual ministro de educação é Martín Benavides Abando desde o 6 de agosto de 2020.

## História
Nos inícios da república, o ramo de educação foi conhecido como “de Instrução pública” e formou parte dum ministério múltiplo que incluía aos setores de Justiça, Culto (ou Negócios Eclesiásticos) e Beneficência. Numa ocasião foi reunido com o escritório de Relações Exteriores.
Seu primeiro antecedente foi o Ministério de Instrução Pública, Beneficência y Negôcios Eclesiásticos, criado no 4 de fevereiro de 1837 durante o governo do Marechal Andrés de Santa Cruz, presidente da Confederação Peru-Boliviana. Dito escritório vinha a ser o quarto ministério junto com os três ministérios tradicionais fundados em 1822:
- Governo e Relaçôes Exteriores;
- Finanças; e
- Guerra e Marinha.

Ao dia seguinte, 5 de fevereiro de 1837, o presbítero doutor Manuel Villarán Loli, foi nomeado como o primeiro ministro de instrução pública. Caida a Confederação e iniciado o período da restauração no 1839, este ministério foi restaurado ainda por pouco tempo. Tras a anarquia desatada em 1842, estabeleceu-se um Ministério Geral; restaurada a constitucionalidade em 1845, se rearranjaram os distintos ramos ministeriais.
No 1852 criou-se o Ministério de Justiça, Negócios Eclesiásticos, Instrução e Beneficência, cujo primer titular foi o clérigo Bartolomé Herrera, ideólogo dos conservadores.
No 1855 até 1856, o ramo de Instrução Pública reuniu-se com a Chancelaria, formando o Ministério de Relações Exteriores e Instrução Pública.
Por lei do 17 de novembro de 1856, dada baixo o governo provisório de Ramón Castilla, criou-se o Ministério de Justiça, Instrução e Beneficência. Por uma emenda feita a dita lei em 1862, este Ministério passou a incluir o ramo de Culto. Ficou assim constituído o Ministério de Justiça, Culto, Beneficência e Instrução Pública. Em 1896 deixou de abarcar ao ramo de Beneficência e ficou  configurado como Ministério de Justiça, Culto e Instrução.
No 12 de setembro de 1935, por lei N.º 8124 dada durante o governo do general Oscar R. Benavides, criou-se o Ministério de Educação Pública, que ficou assim definitivamente quedó así definitivamente desligado do Ministério de Justiça e Culto. O primeiro em ostentar o título de Ministro da Educação Pública foi o general Ernesto Montagne Markholz (1935-1939).